# Citrus unshiu

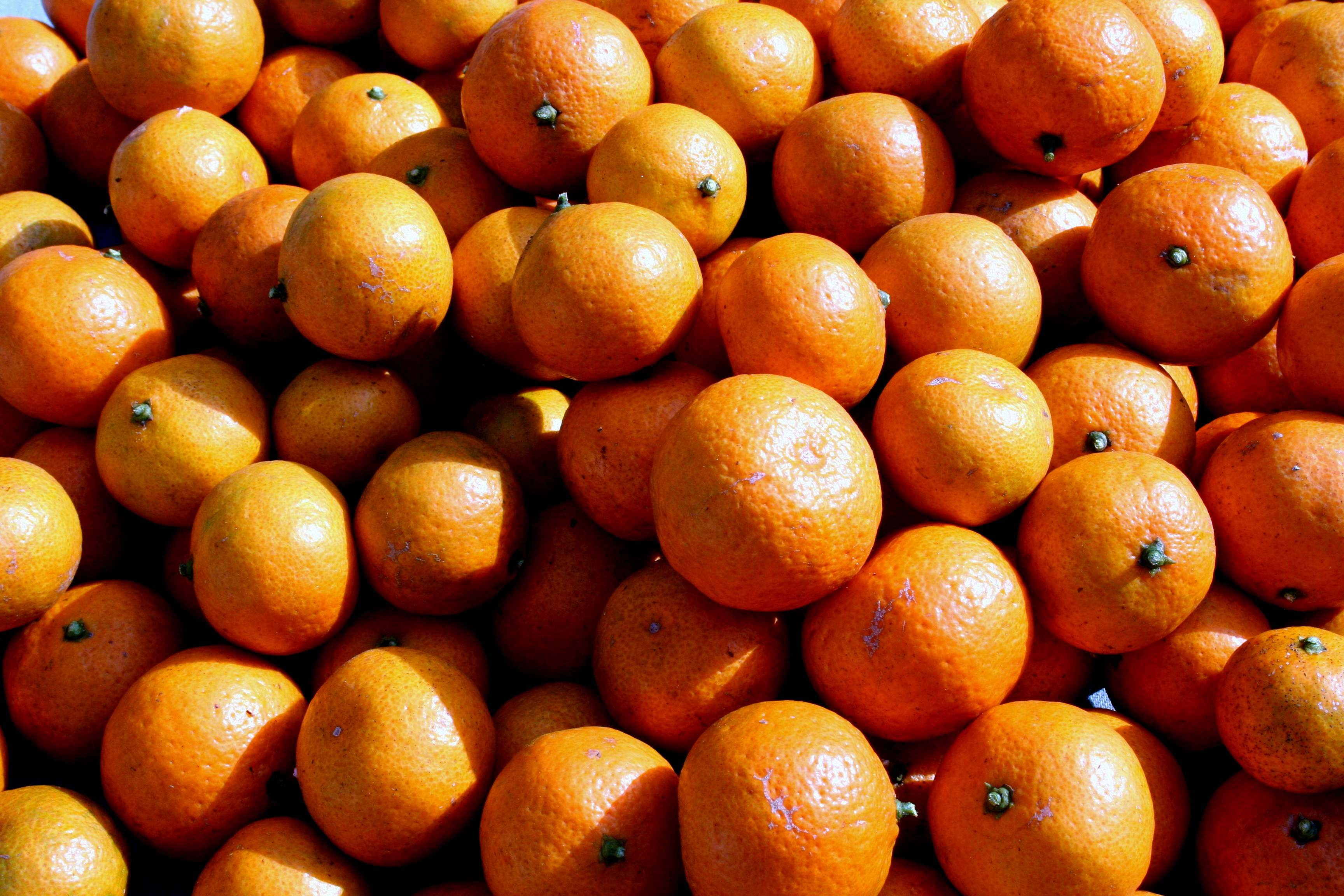
Satsumes a Florida

La Citrus unshiu és una espècie de cítric (sovint considerada una varietat de mandarina). També és coneguda com a unshu mikan, mandarina Satsuma, taronja Satsuma o tangerina Satsuma. La fruita té origen xinés.
El seu cultiu al País Valencià data de la segona meitat del Segle XIX, quan s'introdueix a la Ribera del Xúquer. A principis del segle xx, el seu cultiu s'estén arreu del País.

## Nom
A la Xina és coneguda com a Wenzhou migan (温州蜜柑, mandarina de Wenzhou); al Japó, com a mikan o unshu mikan (温州 蜜柑, unshū mikan), que seria la lectura japonesa dels caràcters xinesos. En ambdós idiomes significa "Cítric de mél de Wenzhou", una ciutat de la Província de Zhejiang, a la Xina. També és coneguda com a "Mandarina sense llavor" (无核桔, wúhé jú).
A Occident es coneix com a Satsuma, ja que va ser a la Província de Satsuma, al Japó, des d'on es va exportar cap a l'oest. En Afrikaans i Anglès Sudafricà es coneix com a naartjie, del tàmil nartei, que vol dir taronja. La paraula s'utilitza a Sud-àfrica des de 1790, si bé el seu ús escrit en anglès data de la novel·la de 1947 Tavern of the Seas, de Lawrence G. Green.